# Alfred Binet
Pour les articles homonymes, voir Binet.
Alfred Edouard Louis Antoine Binet (Alfredo Binetti), né le 8 juillet 1857 à Nice (alors dans la division de Nice du royaume de Sardaigne) et mort le 18 octobre 1911 à Paris (14e), est un pédagogue et psychologue français. Il est connu pour sa contribution essentielle à la psychométrie.

## Biographie

### Jeunesse et études
Alfred Binet naît le 8 juillet 1857. Il est le fils d'un médecin et d'une artiste-peintre. Il suit ses études secondaires au lycée Louis-le-Grand à Paris. Il commence des études de droit et obtient une licence de droit. Il est admis au barreau de Paris en décembre 1878. 
Il en démissionne six ans plus tard pour s'engager dans des études de médecine, qu'il ne termine pas. Il complète sa formation par des cours de psychophysiologie et de clinique psychiatrique.

### Parcours professionnel
En 1883, Joseph Babinski présente Binet à Charles Féré avec qui il publie Le Magnétisme animal et Les Altérations de la personnalité.
En 1884, Alfred Binet épouse la fille de l'embryologiste Édouard-Gérard Balbiani et ils ont deux filles, Madeleine née en 1885 et Alice née en 1888. Il commence des études de sciences naturelles à la Sorbonne, où il suit les cours de son beau-père. Encouragé par Théodule Ribot à poursuivre ces études dans le domaine de la psychologie, il travaille avec Jean-Martin Charcot à l'hôpital de la Salpêtrière où l’hypnose et la suggestion sont des thèmes d'expérimentation nouveaux et fertiles.
En 1890 il rencontre Henri Beaunis qui a créé l'année précédente le Laboratoire de psychologie physiologique rattaché à l'École pratique des hautes études. Binet l'y rejoint et se voit nommé directeur adjoint en 1892. En 1898, Théodore Simon, interne de psychiatrie à la colonie de Perray-Vaucluse, le contacte au sujet des enfants anormaux dont il a la charge. Ils engagent une collaboration.
En 1894, Alfred Binet fonde avec Henry Beaunis la revue L'Année psychologique. L'année suivante, il devient directeur du laboratoire de psychophysiologie à la place d'Henry Beaunis. En 1895, il donne une série de cours à l'Université de Bucarest, en Roumanie.
En 1905, à la demande du gouvernement français, Alfred Binet publie une échelle métrique de l'intelligence qu'il a élaboré conjointement avec Théodore Simon. Cette échelle a pour but de mesurer le développement de l'intelligence des enfants en fonction de l'âge (âge mental). Il opte d’emblée pour une stratégie ouverte, c’est-à-dire qu’il n’écarte a priori aucun indicateur. Il s’intéresse ainsi notamment à la graphologie ainsi qu’à la céphalométrie ou encore la chiromancie. Il ne retient que les indicateurs suffisamment pertinents pour évaluer l'intelligence. Dans les années suivantes, il proposera des améliorations. Ce travail sera le point de départ de nombreux autres tests, en particulier le quotient intellectuel (QI).
Alfred Binet meurt d'une congestion cérébrale en 1911.

## Carrière
Il est l'inventeur des premiers tests psychométriques.
À la suite de la loi de l'enseignement obligatoire de 1882, Binet fut chargé de mission en 1904 par le ministre de l'Éducation. Le ministère de l'instruction publique fait appel à ses compétences pour imaginer un outil qui permettrait de repérer les enfants susceptibles de rencontrer les plus grandes difficultés scolaires. Il est soutenu par Louis Liard (recteur de l'académie de Paris) et Gustave Belot (inspecteur de l'enseignement primaire).
Alfred Binet s'adjoint les services du médecin Théodore Simon. L'échelle psychométrique Binet-Simon vise à un diagnostic rapide d'arriération en comparant les performances de l'enfant à celles de sa classe d'âge. Binet refusait l'exclusion des débiles légers. Loin de chercher à éliminer certains écoliers du circuit scolaire au nom d'une idéologie ségrégationniste, Binet entend en réalité organiser pour eux une structure d'accueil pour leur permettre de réintégrer au plus vite les classes normales. L'espoir de cette réinsertion se fortifie avec l'ouverture, en octobre 1905, de son laboratoire de pédagogie normale, à l'école de la rue de la Grange-aux-Belles à Paris. Qui plus est, Binet est le premier à souligner la différence sociale des variations cognitives dans les résultats des performances intellectuelles, mais aussi physiques.
Son échelle psychométrique conduira pourtant à des interprétations naturalistes et raciales, plus simplistes, notamment aux États-Unis. Sa modification par Lewis Madison Terman en fera un instrument de sélection et d'élitisme : l'échelle d’intelligence Stanford–Binet.
Selon Elisabeth Roudinesco, le terme « narcissisme » a été « employé pour la première fois en 1887 par Alfred Binet pour décrire une forme de fétichisme consistant à prendre sa personne comme objet sexuel »,.

## Note sur le test Binet et Simon
Le QI, conçu en 1912 par William Stern, est donné par la formule (âge mental / âge réel). C'est donc un quotient. À partir de 1939, cette méthode a été graduellement supplantée par les tests de Wechsler (comme le WISC), qui ne donnent plus un quotient mais qui situent l'individu par rapport à une population de référence.

## Publications

### Œuvre scientifique
- La Psychologie du raisonnement : Recherches expérimentales par l'hypnotisme, 1886, Félix Alcan, coll. Bibliothèque de philosophie contemporaine lire en ligne sur Gallica [lire en ligne]
- Le Magnétisme animal sous forme html avec Charles Féré (1890, 1ère édition chez  Félix Alcan, 1887, coll. Bibliothèque scientifique internationale; édition de 1894 idem chez Félix Alcan, Paris. Texte disponible en ligne sur LillOnum)
- Études de psychologie expérimentale, 1888 lire en ligne sur Gallica [lire en ligne]
- Les Altérations de la personnalité, 1892, lire en ligne sur Gallica [lire en ligne]
- Psychologie des grands calculateurs et joueurs d'échecs, 1894 lire en ligne sur Gallica [lire en ligne]
- Introduction à la psychologie expérimentale, 1894, éd. Félix Alcan, coll. Bibliothèque de philosophie contemporaine [lire en ligne]
- La Fatigue intellectuelle, 1898, lire en ligne sur Gallica [lire en ligne]
- La Suggestibilité sous forme texte (1900)
- L'Étude expérimentale de l'intelligence, 1903, lire en ligne sur Gallica [lire en ligne]
- L'Âme et le Corps, lire en ligne sur Gallica [lire en ligne]
- Les Révélations de l'écriture d'après un contrôle scientifique, 1906, Félix Alcan, coll. Bibliothèque de philosophie contemporaine, lire en ligne sur Gallica [lire en ligne] (1906)
- Les Idées modernes sur les enfants, 1909, lire en ligne sur Gallica [lire en ligne]
- Le Fétichisme dans l'amour (1887) :
  - Payot, coll. « Petite Bibliothèque Payot », 2001
  - Bibliothèque des actualités médicales et scientifiques, Paris, Octave Doin, 1888, p. 1-85 [lire en ligne].
- Note sur l’écriture hystérique, Études de psychologie expérimentale, Paris, Octave Doin, 1888 [lire en ligne].

### Théâtre
Alfred Binet collabore avec André de Lorde à la création de pièces pour le Grand-Guignol .
- L'Homme mystérieux
- L'Obsession
- Une leçon à la Salpêtrière
- L'Horrible Expérience
- Les Invisibles
- Les Infernales